# کافه پاریس، لندن
کافه پاریس (انگلیسی: Café de Paris, London) یک رستوران و کلوپ شبانه معروف در وست اند لندن واقع در میدان لستر است. این کافه در قلب شهر، نزدیک میدان لستر واقع شده است. کافه پاریس در سال ۱۹۲۴ افتتاح شد و سابقه طولانی در سرگرمی مردم دارد. بسیاری از ستارگان مشهور از جمله نوازندگان، رقصندگان و کمدین‌ها در آنجا اجرا داشته‌اند.
در سال ۱۹۴۱، باشگاه مورد اصابت یک بمب آلمانی قرار گرفت که در آن حداقل ۳۴ نفر کشته و حدود ۸۰ نفر دیگر زخمی شدند. به همین دلیل تا سال ۱۹۴۸ بسته شد.
در دسامبر ۲۰۲۰، باشگاه برای همیشه به دلیل همه گیری کووید-۱۹ بسته شد. در این مدت بسیاری از مکان‌ها مجبور به تعطیلی شدند. در پایان سال ۲۰۲۲، اعلام شد که مکان در فوریه ۲۰۲۳ با نام جدید: Lío London بازگشایی خواهد شد.
فضای داخلی کافه پاریس زیبا و شیک است. سبک کلاسیک با چراغ‌های روشن، لوسترهای بزرگ و صندلی‌های راحت در کافه وجود دارد. منو کافه غذاهای متنوعی از جمله غذاهای فرانسوی را ارائه می‌دهد که بسیار محبوب است. می‌توانید اقلامی مانند استیک، غذاهای دریایی و دسرهای خوشمزه نیز سفارش داد.
کافه پاریس علاوه بر غذا، به خاطر فضای سرزنده‌اش نیز شهرت دارد. اغلب اجراها و رویدادهای زنده در آنجا برگزار می‌شود که آن را به مکانی عالی برای تفریح با دوستان یا جشن گرفتن مناسبت‌های خاص تبدیل می‌کند. بسیاری از بازدیدکنندگان به دلیل طراحی خیره کننده کافه، دوست دارند از داخل کافه عکس بگیرند. این یک مکان عالی برای گردشگران و افراد محلی است.